# 紐恩特
紐恩特（Newent）是英格蘭的一個小鎮，位於格洛斯特郡的迪恩森林區，格洛斯特西北約8英里。據2001年英國人口普查，紐恩特有人口5,073人，在2011年增加到5,207人。